# Million Dollar Theater
Le Million Dollar Theater est un cinéma situé au 307 South Broadway (en) dans le centre-ville de Los Angeles, aux États-Unis. Ouvert en février 1918, c'est un des premiers movie palace (en) construits aux États-Unis. Il est le plus au sud de la série des movie palaces historiques du Broadway Theater district (en) et se trouve directement en face du Bradbury Building.

## Historique

### Construction

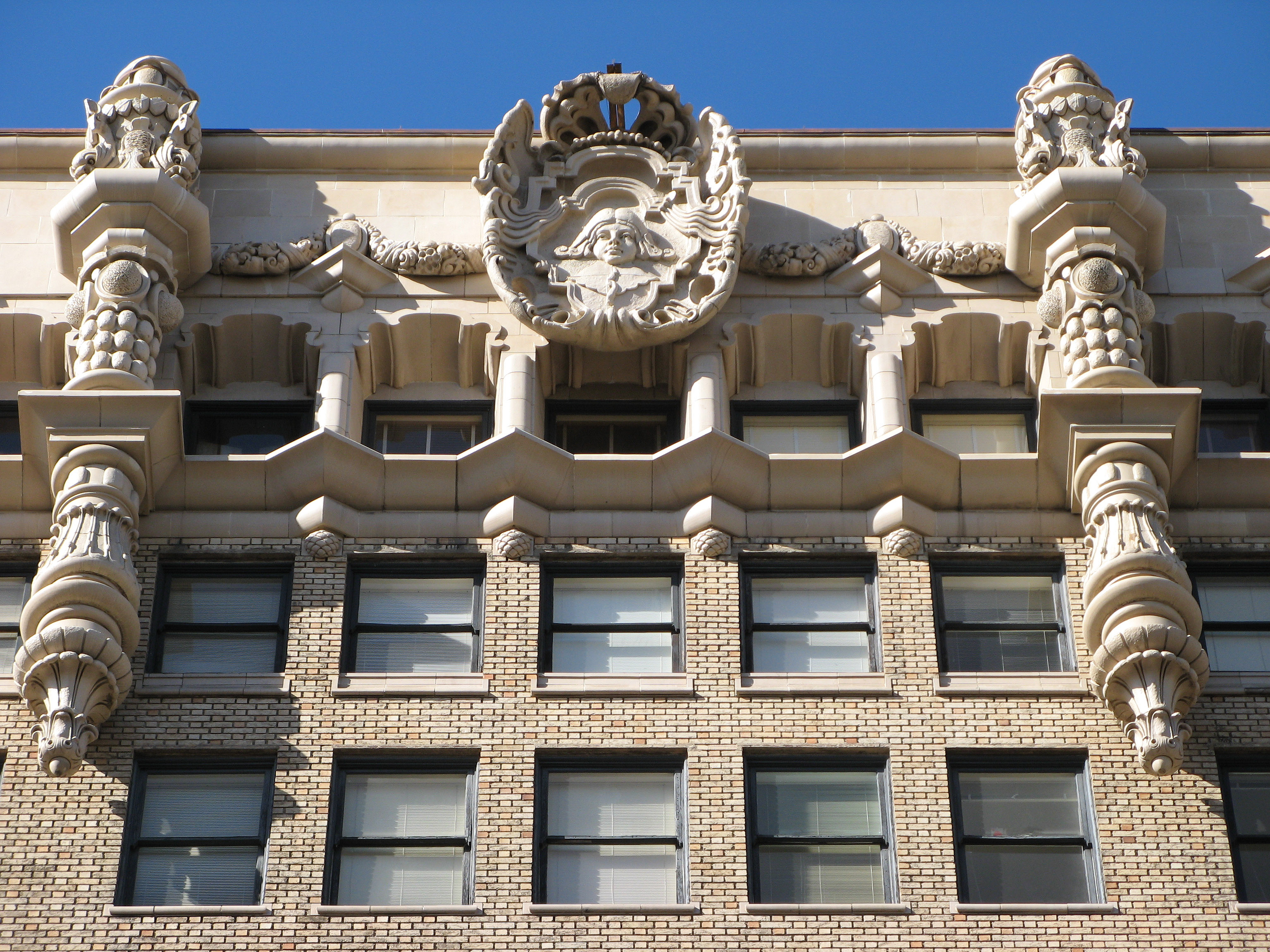
Sculptures au sommet de la façade.

Le Million Dollar Theater est la première salle de cinéma construite par l'entrepreneur Sid Grauman, qui bâtira ensuite le Grauman's Egyptian Theatre et le Grauman's Chinese Theatre, tous deux sur Hollywood Boulevard. C'est en partie à Grauman que l'on doit le déplacement du quartier des divertissements depuis Downtown vers Hollywood au milieu des années 1920.
Le sculpteur Joseph Mora a réalisé l'ornement extérieur, raffiné et surprenant, de style renouveau colonial espagnol, y compris des rafales de décoration de style churrigueresque somptueuses, plusieurs statues, de crânes de longhorn et d'autres éléments étranges. L'architecture de l'auditorium est due à William Lee Woollett, et le concepteur de la tour de douze étages est l'architecte de Los Angeles Albert C. Martin, Sr. Pendant de nombreuses années, le bâtiment abrite le siège de la Metropolitan Water District de Californie du Sud, où est notamment installé William Mulholland.
À son ouverture, le Million Dollar est une des plus grandes salles du pays, avec 2 345 sièges. L'inauguration se fait le 2 février 1918 à l'occasion de la première projection de The Silent Man. Douglas Fairbanks, Mary Pickford, et Charlie Chaplin comptent parmi les invités.

## Dans la culture populaire
- L'extérieur du théâtre apparaît dans le film de science-fiction Blade Runner.
- L'intérieur du théâtre sert de décor à plusieurs scènes du film The Artist.
- Le théâtre figure dans le jeu vidéo Grand Theft Auto V sous le nom de Ten Cent Theatre.